# Philipp Petri
Pour les articles homonymes, voir Petri.
Phillip Petri est un peintre prussien né à Heilligenstadt le 29 décembre 1800, mort le 25 avril 1868 à Göttingen.

## Biographie
Il est le père de Heinrich Petri (1834-1872).